# Макробертс (Кентаки)
Макробертс (енгл. McRoberts) насељено је место без административног статуса у америчкој савезној држави Кентаки.

## Демографија
По попису из 2010. године број становника је 784, што је 137 (-14,9%) становника мање него 2000. године.
| Група             | 2000.       | 2010.       |
| Белци             | 851 (92,4%) | 760 (96,9%) |
| Афроамериканци    | 56 (6,1%)   | 15 (1,9%)   |
| Азијати           | 0 (0,0%)    | 0 (0,0%)    |
| Хиспаноамериканци | 8 (0,9%)    | 3 (0,4%)    |
| Укупно            | 921         | 784         |